# Ioamnet Quintero
Ioamnet Quintero, född den 8 september 1972, är en kubansk före detta friidrottare som tävlade i höjdhopp. 
Quintero tillhörde världseliten under början av 1990-talet. Vid Olympiska sommarspelen 1992 i Barcelona tog Quintero brons efter Heike Henkel och Alina Astafei. 
Året efter deltog hon vid VM i Stuttgart där hon vann guld med ett hopp på 1,99. Vid VM 1995 misslyckades hon att ta sig vidare till finalen. Hon var emellertid i final vid inomhus-VM 1997 och slutade där på en femte plats med ett hopp på 1,95. Hennes sista stora mästerskap var Olympiska sommarspelen 2000 där hon inte tog sig vidare till finalen.

## Personliga rekord
- Höjdhopp  - 2,00 (inomhus 2,01)